# Dselect

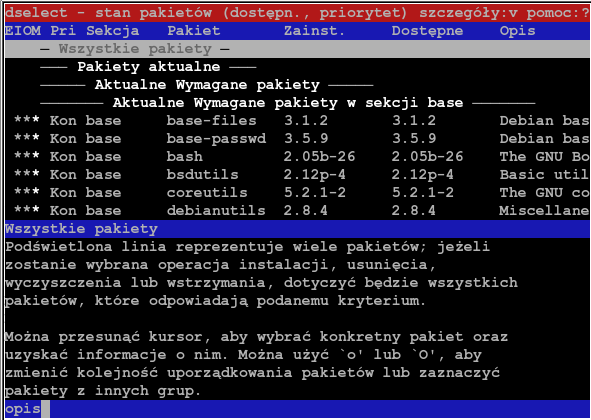
Dselect en funcionamiento en una computadora(Idioma Polaco)

dselect es un programa de computadora, específicamente, es un antiguo front-end de Dpkg, usado para manejar paquetes de software en el sistema operativo de Debian. Vio su nacimiento cuando fue desarrollado originalmente por Ian Jackson, siendo escrito conjuntamente con Dpkg. 
El trabajo de programación de dselect comenzó unida a la versión 0.93.12 de Dpkg, y el primer alfa de lanzamiento de dselect fue puesto a disponsición de la comunidad el 27 de marzo de 1995 para la versión 0.93.32, y fue distribuido dentro del paquete de dependencias de Dpkg hasta el 21 de junio de 2002. Incluso después de que fuera apartado de las dependencias del ya nombrado, sistema de gestión de paquetes, Dpkg, fue mantenido como pre-dependencia de Dpkg relacionada con las asistencias de actualizaciones. 
dselect ha sido un paquete independiente desde el 3 de marzo de 2005. dselect tiene una interfaz de usuario en modo texto, un conjunto de claves vinculantes que se consideran generalmente bastante no intuitivas, y su mecanismo de dependecias de resolución puede ser considerada 'suboptima'. Ha recibido algunas mejoras recientemente, y estos cambios han aumentado notablemente la capacidad de utilizar apt como un método  back-end conveniente para instalar los paquetes. 
En la actualidad, ha sido precedido y reemplazado, en gran parte, por sus contrapartes modernas, APT, aptitude, Synaptic, o Adept.